# Tatjana Prorotjenko
Tatjana Prorotjenko (ryska: Татьяна Пророченко, ukrainska: Тетяна Пророченко), född 15 mars 1952 i Berdjansk, Ukrainska SSR, Sovjetunionen, död 11 mars 2020, var en sovjetisk friidrottare inom kortdistanslöpning.
Hon tog OS-brons på 4 x 100 meter vid friidrottstävlingarna 1976 i Montréal.